# Epinephelus marginatus
Кирња или велика кирња (лат. Epinephelus marginatus) је најпознатији представник свога рода Epinephelus, познат по томе да у потрази за пленом зађе и у врло плитко море. Називају је још и кјерна. Има велико тело с израженим устима, дугу леђну перају и заобљен реп. Боје варирају од смеђе до зелене (боја младих кирњи), зависно од годишњег доба и старости рибе. Одрасла риба постаје смеђа са жутим мрљама и жућкастим доњим делом.
Живи углавном сама, у процепима стена и пећинама, на дубинама до 60 m, иако зна заћи и на веће дубине, чак и до 300 m. у плићем мору се углавном могу пронаћи млађи примерци, док се дубље налазе веће јединке. Рупе у којима живи обично имају два излаза, тек нешто већа од кирње, тако да је у рупи безбедна.
Раширена је на Медитерану, дуж афричке обале те око Бразила. Ретко је се може наћи и на обалама Индијског океана, Уругваја, Аргентине, те северно око Француске и Британије.

## Угроженост
Кирња спада у скупину угрожених врста, те је у неким земљама заштићена.

## Распрострањење
Ареал врсте Epinephelus marginatus обухвата већи број држава. 
Врста је присутна у Јордану, Бразилу, Италији, Француској, Аргентини, Мадагаскару, Намибији, Уругвају, Оману, Шпанији, Грчкој, Турској, Египту, Либији, Алжиру, Мароку, Мауританији, Нигеру, Нигерији, Камеруну, Јужноафричкој Републици, Анголи, Уједињеном Краљевству, Португалу, Албанији, Црној Гори, Словенији, Кипру, Хрватској, Монаку, Малти, Бенину, Зеленортским острвима, Обали Слоноваче, Екваторијалној Гвинеји, Габону, Гани, Гвинеји Бисао, Либерији, Сенегалу, Сијера Леонеу, Тогу, Тунису, Либану, Сирији и Гибралтару.

## Станиште
Врста је присутна на подручју Индијског океана, Атлантика, Црног мора и Медитерана.

## Размножавање и исхрана
Размножава се у летњим месецима (јун и јул), а занимљивост је да се све јединке излегу као женке, а када порасту (у старости од 12-14 година) претварају се у мужјаке.
Углавном се храни другом рибом, раковима, те главоношцима. Врло је похлепна и један је од главних грабљиваца у мору.

## Величина
Уобичајена величина је између 50 и 100 cm, односно 3 до 10 Кг. Нису ретки ни примерци од преко 40 Кг. Може нарасти до 150 центиметара дужине и до 200 килограма тежине. Забележена је старост кирње и од 50 година.

## Слике
- Кирња у Медитерану